# Dumitru Ilie
Dumitru Ilie (ur. 1913 w Vișinie, zm. 15 lipca 1968 tamże) – rumuński pilot wojskowy z okresu II wojny światowej, as myśliwski. Miał na swoim koncie 10 zestrzeleń pewnych.

## Życiorys
Dumitru Ilie urodził się w 1913 roku w Vișinie w Oltenii. Na początku wojny pełnił służbę jako podoficer w 6 Grupie Myśliwskiej. Był jednym z dziewięciu pilotów, którzy w styczniu i w lutym 1941 roku wzięli udział w kursach dla pilotów myśliwców, organizowanych przez Niemiecką Misję Wojskową w Rumunii. Pod koniec lutego została utworzona 8 Grupa Myśliwska, która została pierwszą jednostką wyposażoną w nowe IAR-80. Dumitru Ilie został przeniesiony do 60 Eskadry Myśliwskiej, która była częścią 8 Grupy.
Pierwsze dni wojny przeciwko Związkowi Radzieckiemu nie były owocne dla pilotów 8 Grupy. Piloci WWS przeważnie unikali walki powietrznej z rumuńskimi myśliwcami i stosowali taktykę „strzelaj i uciekaj”.
23 czerwca Dumitru Ilie miał wypadek lotniczy, kiedy tuż po starcie jego IAR nr 50 uderzył w owcę lewym podwoziem i Rumun musiał lądować na brzuchu. Cztery dni później, 27 czerwca, podczas eskortowania bombowców Savoia-Marchetti SM.79B wywiązała się walka powietrzna pomiędzy Rumunami i radzieckimi I-16. Rumuni zgłosili zestrzelenie czterech rosyjskich maszyn, ale stracono jednego IAR-a razem z jego zaginionym pilotem - por. Danem Gastonem. Dumitru Ilie został ranny i musiał lądować awaryjnie swoim IAR-80 nr 58 z powodu braku paliwa.
14 sierpnia osiem IAR-ów z 8 Grupy ostrzelało bazę wodnosamolotów w Khadzhibey Estuary na północny zachód od Odessy. Adj. Dumitru Ilie był częścią tej grupy dowodzonej przez slt. Vasile Fortu. Formacja nadleciała od strony słońca na wysokości 400 metrów. Slt. Fortu obrał jako cel trzy łodzie latające MBR-2 będące obok siebie i razem z adj. Ilie zaatakował je. Po ich ataku dwa z trzech samolotów zapaliły się.
Adj. Ilie odnotował swoje pierwsze zwycięstwo powietrzne 23 sierpnia 1941 roku, kiedy formacja 10 IAR-80 patrolowała obszar na zachód od Odessy. Formacja rumuńskich samolotów natknęła się na grupę pięciu rosyjskich bombowców DB-3 eskortowanych przez dwanaście I-16. Bombowce zrzuciły swój ładunek do morza i zaczęły uciekać w stronę Odessy. Podczas gdy inne IAR-y związały walką myśliwce wroga, Dumitru Ilie podążał za bombowcami. Zszedł na wysokość mniejszą niż nieprzyjacielskie samoloty i obrał za cel bombowiec z lewej strony formacji. Pierwsza seria oddana w kierunku DB-3 nie przyniosła widocznych efektów. Dopiero podczas drugiej serii lewe skrzydło bombowca zapaliło się. Samolot przechylił się na jedną stronę i zaczął ostro pikować w dół, ostatecznie rozbijając się w morzu.
Trzy dni później, 26 sierpnia, Dumitru Ilie zestrzelił jednego I-16 na północ od Odessy podczas eskortowania formacji rumuńskich bombowców z 2 Grupy Bombowej. 30 sierpnia Rumun strącił bombowiec SB-2 na południe od Odessy. Rosyjski samolot rozbił się po rumuńskiej linii frontu, a jedyny ocalały członek załogi został wzięty do niewoli.
15 września adj. Ilie wziął udział w misji eskortowej. Sześć radzieckich myśliwców zaatakowało rumuńskie bombowce. IAR-y eskorty były powyżej i dowódca formacji, slt. Florin Mihailescu zarządził atak. Dumitru Ilie i jego skrzydłowy, serg. Romulus Raica, otworzyli ogień do dwóch I-16 próbujących wybić z formacji rumuńskie bombowce. Obaj Rumuni uzyskali po jednym zestrzeleniu.
Oblężenie Odessy zakończyło się w październiku. Adj. Dumitru Ilie został odznaczony krzyżem rycerskim orderu Virtutea Aeronautica. Miał wtedy wykonane 104 misje bojowe, na koncie miał pięć zestrzeleń pewnych i jedno prawdopodobne, był ranny dwukrotnie i brał udział w ośmiu atakach szturmowych.
W 1942 roku, adj. Dumitru Ilie został przeniesiony z powrotem do 6 Grupy Myśliwskiej, która wymieniła swoje PZL P.24 na IAR-81. Ilie został przydzielony do 61 Eskadry Myśliwskiej. We wrześniu jednostka rozpoczęła swoją podróż w stronę frontu stalingradzkiego. Podczas pierwszej części wyprawy, 4 września, gdy Dumitru Ilie lądował swoim IAR-81 nr 163 na lotnisku Gorlovka, zablokowało się prawe koło, a podwozie zostało złamane. Nos samolotu uderzył w ziemię w wyniku czego uszkodzone zostało śmigło. 9 września 6 Grupa osiągnęła lotnisko Tussow niedaleko Stalingradu. 14 września adj. Ilie uzyskał swoje dwa pierwsze i ostatnie zwycięstwa w 1942 roku. Formacja rumuńskich myśliwców, dowodzona przez cpt. Ioana Carę, została przydzielona jako eskorta grupie niemieckich bombowców Ju 87. Rumuni wystartowali o 7:50 i spotkali się z bombowcami. Nad Stalingradem przechwycili kilka radzieckich myśliwców Jak-1. Podczas walki powietrznej adj. Ilie zestrzelił dwa samoloty, a kolejne dwa strącili cpt. Cara i slt. Dumitrescu.
Po trudnej kampanii stalingradzkiej w 1942 roku, 62 Eskadra Myśliwska wchłonęła resztki 61 Eskadry, w tym adj. Dumitru Ilie. W marcu 1943 roku eskadra była wyposażona w myśliwce IAR-80B uzbrojone w dwa wielkokalibrowe karabiny maszynowe kal. 13,2 mm i cztery karabiny maszynowe kal. 7,92 mm. Jednak to uzbrojenie okazało się nieskuteczne w walkach z bombowcami B-24, które zaatakowały Ploeszti 1 sierpnia 1943 roku w ramach operacji "Fala Pływowa". 6 Grupa poderwała 12 myśliwców, które przechwyciły formację amerykańskich bombowców na północ od Bukaresztu, zmuszając ją do zmiany kursu. Adj. Ilie uszkodził dwa B-24 i leciał za nimi do Roșiorii de Vede zanim powrócił do bazy. Zostały mu zaliczone za nie dwa zwycięstwa prawdopodobne.
Wnioski, które wyciągnięto po pierwszym dużym rajdzie amerykańskich bombowców na Rumunię doprowadziły do wyposażenia 6 Grupy Myśliwskiej w samoloty IAR-81C, których głównym uzbrojeniem były dwa działka kal. 20 mm. W tym samym czasie jednostka powróciła do nominalnej siły i Dumitru Ilie został ponownie przypisany do 61 eskadry. Został również awansowany do stopnia adiutant major (starszy sierżant).
Od kwietnia 1944 roku, 15. USAAF regularnie bombardowała Rumunię, a 6 Grupa była na pierwszej linii obrony. 10 czerwca 23 IAR-81C związały walką amerykańskie P-38 z 71. FS. Rumuni meldowali o zestrzeleniu 23 myśliwców wroga, z czego dwa miał strącić adj. maj. Ilie. Były to jego ostatnie zwycięstwa w czasie wojny. 23 czerwca, podczas ataku na formację B-17, Dumitru Ilie został ranny, lecz zdołał powrócić na lotnisko.
Za swoje osiągnięcia w czasie wojny, został w 1946 roku odznaczony krzyżem oficerskim orderu Virtutea Aeronautica. Odznaczenie to otrzymało jedynie 25 pilotów.
W 1947 roku przeleciał z Corabii do Stambułu lecąc na małej wysokości wzdłuż Dunaju, a następnie nad Morzem Czarnym, prawdopodobnie transportując zbiegów uciekających z kraju z powodu komunistycznego reżimu. Ostatecznie zamieszkał w Cleveland w stanie Ohio. Rumunię odwiedził w 1966 i 1968 roku, kiedy to zmarł w swojej rodzinnej wsi w wieku 55 lat.